# Selim Idriss
Selim Idriss (en arabe : سليم إدريس) est un brigadier général syrien, né vers 1957.[réf. nécessaire] Il fut le chef d'état-major du Conseil militaire suprême de l'Armée syrienne libre (ASL) du 15 décembre 2012 au 16 février 2014, date à laquelle il fut limogé. Il devient en 2019 le ministre de la Défense du Gouvernement intérimaire syrien et le commandant en chef de l'Armée nationale syrienne

## Carrière
Professeur d'électronique formé en Allemagne, Selim Idriss était un général de l'armée syrienne et enseignait à l'Académie militaire d'Alep quand il a fait défection en juillet 2012. Il est considéré comme le représentant légitime des éléments modérés de l'opposition armée en Syrie, puisque des dirigeants de l'Armée syrienne libre ont, sous sa direction, souscrit à une « Proclamation de principes » pro-démocratique,,,.
Selim Idriss a été élu chef d'état-major du Conseil militaire suprême, après sa création, lors d'une conférence tenue en Turquie le 15 décembre 2012. Lors de la conférence, plus de 550 membres du conseil révolutionnaire syrien, de brigades et des ordres de bataillon ont élu 261 représentants pour former l'Autorité de force révolutionnaire. Trente membres ont été élus pour former le Conseil militaire suprême, qui comprend cinq fronts de combat couvrant 14 provinces de la Syrie,.
Selim Idriss a accentué son engagement en sollicitant l'aide des pays occidentaux, notamment depuis sa demande initiale aux États-Unis de formations spécialisées et d'un soutien en matériel non-létal, en février 2013. Le 30 avril 2013, les États-Unis ont commencé les livraisons de rations alimentaires et de trousses de premiers secours à l'Armée syrienne libre, sous la supervision du général Idris, dans ce qui était la première livraison américaine d'aide tangible à l'opposition armée en Syrie.
Selim Idriss a envoyé des lettres et des déclarations au secrétaire d'État John Kerry, au président Barack Obama et au Conseil de sécurité des Nations unies visant à encourager une intervention internationale, ainsi qu'un soutien dans la guerre civile syrienne en cours,,,,. Dans un entretien le 8 juin 2013 avec le quotidien américain The New York Times, Idris a souligné qu'un soutien international continu à l'Armée syrienne libre, comprenant l'envoi d'armes et de munitions, était une condition préalable à sa participation aux négociations prévues avec Bachar el-Assad à Genève.
En août 2013, Malik al-Kurdi, second du général Riad el Asaad, déclare au Temps :
« Salim Idriss n’a aucun pouvoir et ne connaît rien à la chose militaire. D’ailleurs, son passage dans l’armée syrienne après l’université s’est déroulé dans des bureaux, car c’est un ingénieur, pas un soldat. Il est manipulé par un collège de 15 membres de nationalités différentes qui dressent la liste des katibas [unités de combattants] à qui livrer du matériel. Nous, l’état-major de l’ASL, sommes exclus de ce processus. [...] Salim Idriss [ne contrôle pas l'ASL]. L’ASL n’est plus qu’un nom ».
Le 16 février 2014, Selim Idriss est limogé de son poste de chef d'état-major de l'Armée syrienne libre par le Conseil militaire supérieur (CMS), qui invoque « la paralysie au sein de l'état major au cours des derniers mois », la nécessité de le « restructurer » et « les difficultés que rencontre la révolution syrienne » face au régime du président Bachar el-Assad. Il est remplacé par le brigadier général Abdel Al-Ilah Al-Bachir. Une source de l'AFP au sein de l'opposition syrienne affirme que cette décision a été motivée par une « mauvaise distribution des armes » aux différents groupes rebelles, « des erreurs et une négligence dans les combats » et son « éloignement des soucis des insurgés ».
En 2019, Selim Idriss devient le ministre de la Défense du Gouvernement intérimaire syrien et donc le commandant en chef de l'Armée nationale syrienne.